# Stadion Olimpijski w Montrealu
Stadion Olimpijski w Montrealu – stadion sportowy w Montrealu, w Kanadzie. Stadion powstał na Letnie Igrzyska Olimpijskie w 1976 roku i na nim odbyły się najważniejsze dyscypliny sportowe oraz ceremonia otwarcia. Pomimo organizacji Olimpiady, oficjalne ukończenie stadionu nastąpiło w 1977 roku (w trakcie Olimpiady nie został ukończony dach ani ozdobna wieża). Oficjalnie, stadion spłacono 16 grudnia 2006 roku.
W 1979 roku odbył się na nim Puchar Świata w lekkoatletyce, a w 2007 roku, część meczów Mistrzostw Świata U-20 w piłce nożnej.
Oprócz zawodów sportowych, na Stadionie Olimpijskim organizuje się koncerty muzyczne (np. PopMart Tour grupy U2).

## Opis techniczny
Stadion olimpijski został zaprojektowany przez Rogera Tailliberta. Skomplikowany system rozsuwania dachów który miał być operowany przez 175-metrową betonową wieżę z tarasem widokowym przynosił liczne problemy i nie został ukończony przed otwarciem Olimpiady. Dach został wybudowany z kevlaru. W 1988 roku po raz pierwszy został rozsunięty dach, który ze względu na swój ciężar, musiał zostać przebudowany. Otwieranie trwało ok. 25 minut i nie mogło się to odbywać przy wietrze powyżej 25 mil na godzinę.
Powierzchnia stadionu wynosi 18 200 m². Wysokość stadionu wynosi 169 metrów.